# 傅檝
傅檝（1492年—？），字廷濟，福建泉州府南安縣人，軍籍，明朝政治人物。

## 生平
十六歲舉正德二年（1507年）丁卯科福建鄉試第七十五名。正德六年，登辛未科會試九十八名，第三甲第一百零八名進士。授行人司行人，出使襄王府。半道聽聞母病，請入京省視再往辦事。母亲庄氏去世后，父亲傅浚再娶，继母与二奴私通，导致傅浚暴亡，奴仆逃亡他乡。之后傅檝查明一奴在德化县，袖藏铁椎將其击杀。《明史·孝义》有传。

## 家族
曾祖父傅振，贈戶部主事。
傅檝与其父傅浚（曾任工部員外郎）、其祖父傅凱（曾任戶部郎中）祖孙三人均中进士，在泉州府首次三世进士，傅氏府第也因此得名三进士府第。
母莊氏（封安人）。重庆下。

## 延伸阅读
[在维基数据编辑]
 《明史卷二百九十七》，出自《明史》